# Списък на съпругите на владетелите на Свещената Римска империя
Списък на съпругите на владетелите на Свещената Римска империя.

## Каролингска династия
- Лудвиг II Немски, крал (843 – 876)

1. Ема Баварска, 827

- Карлман, крал в Бавария (865/76 – 880)

1. Лиутсвинд (незаконен брак), 850
2. Име неизвестно: дъщеря на маркграф Ернст в Нордгау, преди 861

- Лудвиг III Младши, крал във Франкония-Саксония (865/76 – 882), в Бавария (880 – 82)

1. Име неизвестно (незаконен брак), 855/60
2. Лиутгард Саксонска, 876/77

- Карл III Дебелия, крал в Алемания (865/76 – 882), крал (882 – 887), император (881 – 888)

1. Рихарда Швабска, 862
2. Конкубина

- Арнулф Каринтийски, крал от 887, император (896 – 899)

1. Конкубина, 870 (майка на Цвентиболд)
2. Конкубинат с Елинрат, 870/75
3. Ода, 888

- Лудвиг Детето, крал (900 – 911), неженен

## Конрадинска династия
- Конрад I Младия, крал (911 – 918)

1. Кунигунда Швабска, 913

## Лиудолфинги, Отонова династия
- Хайнрих I Птицелов, крал (919 – 936)

1. Хатебург, 906
2. Света Матилда, 909

- Ото I Велики, крал от 936, император (962 – 973)

1. Едгита, 929
2. Аделхайд Бургундска, 951, императрица (985 – 994)

- Отон II, крал от 961, император (973 – 983)

1. Теофано Склирина, 972, императрица (985 – 991)

- Ото III, крал от 983, император (996 – 1002)
- Свети Хайнрих II, крал от 1002, император (1014 – 1024)

1. Кунигунда Люксембургска, 1000

## Салическа династия
- Конрад II, крал от 1024, император (1027 – 1039)

1. Гизела Швабска, 1016

- Хайнрих III, съ-крал от 1028, крал от 1039, император (1046 – 1056)

1. Гунхилда Датска, 1036
2. Агнес Поатиенска, 1043

- Хайнрих IV, крал от 1056, император (1083 – 1106)

1. Берта Савойска, 1066
2. Евпраксия Всеволодовна, 1089

- Хайнрих V, съ-крал от 1099, крал от 1106, император (1111 – 1125)

1. Матилда Английска, 1114

## Суплинбурги
- Лотар III, крал от 1125, император (1133 – 1137)

1. Рихенза Нортхаймска, 1100

## Хоенщауфен
- Конрад III, крал (1138 – 1152)

1. Гертруда фон Комбург, 1114/1115
2. Гертруда фон Зулцбах, 1131/32

- Фридрих I Барбароса, крал от 1152, император (1155 – 1190)

1. Адела фон Фобург, 1147 или 1149. 1153 анулиране на брака
2. Беатрис Бургундска, 1156

- Хайнрих VI, крал от 1190, император (1191 – 1197)

1. Констанс Сицилианска, 1186

- Филип Швабски, крал (1198 – 1208)

1. Ирина Ангелина, 1195

## Велфи
- Ото IV от Брауншвайг, крал от 1198, император (1209 – 1218)

1. Беатрис Швабска, 1209/1212 ?
2. Мария Брабантска, 1214

## Хоенщауфен
- Фридрих II, крал от 1212, император (1220 – 1250)

1. Констанца Аргагонска, 1209
2. Изабела II Йерусалимска, 1225
3. Изабела Английска, 1235
4. Бианка Ланчия, 1250

- Хайнрих (VII), съ-крал (1220 – 1234)

1. Маргарет Австрийска, 1225

- Конрад IV, крал (1250 – 1254)

1. Елизабет Вителсбах, 1246

## Интеррегнум
- Вилхелм Холандски, крал (1254 – 1256)

1. Елизабет Брауншвайгска, 1252

- Ричард Корнуелски, крал (1257 – 1272)

1. Изабела Маршал, 1231
2. Санча Прованска, 1243
3. Беатриса фон Фалкенбург, 1269

- Алфонсо X Кастилски, геген-крал (1257 – 1273)

1. Виоланта Арагонска, 1244

## Различни династии
- Рудолф I Хабсбургски, крал (1273 – 1291)

1. Гертруда фон Хоенберг, 1253
2. Изабела Бургундска, 1284

- Адолф от Насау, крал (1292 – 1298)

1. Имагина фон Изенбург-Лимбург, 1271

- Албрехт I Хабсбургски, крал (1298 – 1308)

1. Елизабета Тиролска, 1276

- Хайнрих VII Люксембургски, крал от 1308, император (1312 – 1313)

1. Маргарета Брабантска, 1292

- Фридрих Красивия, геген-крал (1314 – 1325), съ-регент (1325 – 1330)

1. Изабела Арагонска, 1314

- Лудвиг IV Бавареца, крал от 1314, император (1328 – 1347), Вителсбахи

1. Беартикс фон Швейдниц, 1308
2. Маргарета I Холандска, 1324

- Карл IV Люксембургски, крал от 1346 (отново 1347), император (1355 – 1378)

1. Бланка Валоа, 1323
2. Анна Пфалцска, 1349
3. Анна Швайдницка, 1353
4. Елизабета Померанска, 1363

- Вацлав IV Люксембургски, крал (1378 – 1400)

1. Йохана Баварска, 1370
2. София Баварска, 1389

- Рупрехт Пфалцски, крал (1401 – 1410), Вителсбах

1. Елизабет Хоенцолерн, 1374

- Йобст Моравски, крал (1410 – 1411), Люксенбург

1. Елизабет фон Опелн, 1372

- Сигизмунд Люксембургски, крал от 1410, император (1433 – 1437)

1. Мария Унгарска, 1385
2. Барбара Цили, 1405

## Хабсбурги
- Албрехт II, крал (1438 – 1439)

1. Елизабет Люксембургска, 1422

- Фридрих III, крал от 1440, император (1452 – 1493)

1. Елеонора-Елена Португалска, 1452

- Максимилиан I, крал от 1486, император (1508 – 1519)

1. Мария Бургундска, 1477
2. Бианка-Мария Сфорца, 1494

- Карл V, крал от 1519, император (1530 – 1556)

1. Изабела Португалска, 1526

- Фердинанд I, крал от 1531, император (1558 – 1564)

1. Анна Ягелонина, 1521

- Максимилиан II, император (1564 – 1576)

1. Мария Испанска, 1548

- Рудолф II, император (1576 – 1612)
- Матиас, император (1612 – 1619)

1. Анна Тиролска, 1611

- Фердинанд II, император (1619 – 1637)

1. Мария Анна Баварска, 1600
2. Елеонора Гонзага, 1622

- Фердинанд III, император (1637 – 1657)

1. Мария-Анна Испанска, 1631
2. Мария Леополдина Австрийска, 1648
3. Елеонора Магдалена Гонзага, 1651

- Леополд I, император (1658 – 1705)

1. Маргарита-Тереза Испанска, 1666
2. Клавдия Фелисита Австрийска, 1673
3. Елеонора Нойбургска, 1676

- Йозеф I, император (1705 – 1711)

1. Амалия Вилхелмина фон Брауншвайг-Каленберг, 1699

- Карл VI, император (1711 – 1740)

1. Елизабет Христина фон Брауншвайг-Волфенбютел, 1708

## Вителсбахи
- Карл VII Албрехт, император (1742 – 1745)

1. Мария Амалия Австрийска, 1722

## Хабсбург-Лотаринги
- Франц I Стефан, император (1745 – 1765)

1. Мария Тереза, 1736

- Йозеф II, император (1765 – 1790)

1. Мария-Изабела Бурбон-Пармска, 1760
2. Мария-Йозефа Баварска, 1765

- Леополд II, император (1790 – 1792)

1. Мария-Луиза Испанска, 1765

- Франц II, император (1792 – 1806)

1. Елизабет Вилхелмина Вюртембергска, 1788
2. Мария-Тереза Бурбон-Неаполитанска, 1790 (последна римско-германска императрица)
3. Мария-Людовика де Австрия-Есте, 1808
4. Каролина Августа Баварска, 1816

## Галерия
- Hemma, Emma of Altdorf
- Liutgard
- Judith of Bavaria (805 – 843)
- Richilde of Provence
- Richardis
- Matilda of Ringelheim
- Edith of Wessex
- Adelaide of Italy
- Theophanu of Byzantium
- Cunigunde of Luxembourg
- Gisela of Swabia
- Gunhilda of Denmark
- Agnes de Poitou
- Eupraxia of Kiev
- Matilda of England
- Beatrice I, Countess of Burgundy
- Irene Angelina
- Constance of Aragon
- Yolande of Jerusalem
- Isabella of England
- Margaret of Austria
- Elisabeth of Bavaria
- Gertrude of Hohenburg
- Isabelle of Burgundy
- Imagina of Isenburg-Limburg
- Elisabeth of Tirol
- Margaret of Brabant
- Isabella of Aragon
- Beatrix of Świdnica
- Margaret, Countess of Hainaut
- Blanche of Valois
- Anna of Bavaria
- Anna von Schweidnitz
- Elizabeth of Pomerania
- Johanna of Bavaria
- Sofia of Bavaria
- Elisabeth von Hohenzollern, of Nuremberg
- Barbara of Celje
- Elisabeth of Bohemia
- Eleanor of Portugal
- Bianca Maria Sforza
- Isabella of Portugal
- Anna of Bohemia and Hungary
- Maria of Spain
- Anna of Austria
- Eleonore Gonzaga
- Maria Anna of Spain
- Maria Leopoldine of Austria
- Eleanor of Mantua
- Margaret Theresa of Spain
- Claudia Felicitas of Austria
- Eleonore-Magdalena of Neuburg
- Wilhelmina Amalia of Brunswick
- Elisabeth Christine of Brunswick-Wolfenbüttel
- Maria Amalia of Austria
- Maria Theresa of Austria
- Maria Josepha of Bavaria
- Maria Louisa of Spain
- Maria Teresa of the Two Sicilies